# Angus Calder
Angus Lindsay Ritchie-Calder (Londen, 5 februari 1942 - Edinburgh, 5 juni 2008) was een Schotse academicus, auteur, historicus, docent en literair redacteur met een achtergrond in Engelse literatuur, politiek en culturele studies.

## Studie en loopbaan
Calder studeerde Engelse literatuur aan King's College (Cambridge), hij schreef een doctoraat over de Britse politiek tijdens de Tweede Wereldoorlog aan de Universiteit van Sussex. The People’s War: Britain 1939-1945 werd gepubliceerd in 1969.
In de wereld van de Schotse literatuur werd hij alomtegenwoordig door het schrijven van essays en artikels, boeken over Lord Byron en T. S. Eliot. Hij was redacteur van verschillende collecties poëzie en proza. Hij schreef eveneens inleidingen van nieuwe publicaties van uiteenlopende boeken zoals Great Expectations van Charles Dickens, Old Mortality van Walter Scott (schrijver), Seven Pillars of Wisdom van Thomas Edward Lawrence, Sword of Honour van Evelyn Waugh en The Life of Samuel Johnson van James Boswell.
Hij hield zich bezig met sociale en intellectuele geschiedenis, maar ook met de politieke en economische ontwikkelingen.
Op 25-jarige leeftijd won Calder de Eric Gregory Award voor zijn poëzie en in 1970 de John Llewellyn Rhys Prize voor zijn The People’s War.
In 1984 hielp Calder bij het opzetten van de Scottisch Poetry Library in Edinburgh.
Hij doceerde over de hele wereld, gaf lezingen in de literatuur op verschillende Afrikaanse universiteiten. Van 1981 tot 1987 werkte hij als mederedacteur aan het Journal of Commonwealth Literature.

## Familie
Angus Calder is de zoon van Lord Peter Ritchie Calder (1906-1982), een bekend wetenschappelijk auteur, humanist en pacifist.
In 1963 huwde hij zijn eerste vrouw Jennifer Daiches, dochter van de bekende literaire criticus David Daiches, met wie Calder meewerkte aan een boek over Sir Walter Scott in 1969. Dit huwelijk liep op de klippen omwille van zijn drankprobleem. Samen hadden ze een zoon en twee dochters. Hij had tevens een zoon in een kort durend huwelijk met Kate Kyle.
Calders broers en zussen zijn Nigel Calder, een Britse wetenschapsjournalist, Allan Calder, een wiskundige en Isla Calder, een pedagoog. Zijn neef is Simon Calder, een schrijver van reisboeken.

## Werken
In 1981 publiceerde hij zijn boek Revolutionary Empire: The Rise of the English-Speaking Empires from the Fifteenth Century to the 1780s, een verhaal over de vroege fasen van de Britse expansie over de hele wereld. Calder verweeft in dit boek Engelse, Ierse, Schotse en koloniale gebeurtenissen.
Zijn Revolving Culture: Notes from the Scottisch Republic onderzoekt de cultuur van Schotland, een van de oudste naties van Europa. Door het samenbrengen van recente geschriften over Schotland, biedt het boek een rijke mix van sociale geschiedenis, culturele observatie en een scherp gevoel voor politiek.

### Geschiedenis en literatuurkritiek
- The People’s War: Britian 1939-1945. London, Jonathan Cape, 1969
- Scott (met Jenni Calder). London, Evans, 1969
- Russia Discovered: Nineteenth Century Fiction from Pushkin tot Chekhov. London, Heinemann, 1976
- Revolutionary Empire: The Rise of the English-Speaking Empires from the Fifteenth Century to the 1780s. London, Jonathan Cape, 1981
- T. S. Eliot. Brighton, Harvester, 1987
- Byron. Buckingham, Open University Press, 1987
- The Myth of the Blitz. London, Jonathan Cape, 1991
- Revolving Culture: Notes from the Scottisch Republic. London, I.B. Tauris, 1994
- Scotlands of the Mind. Edinburgh, Luath Press, 2002
- Disasters and Heroes: On War, Memory and Representation. Cardiff, University of Wales Press, 2004
- Gods, Mongrels and Demons: 101 Brief but Essential Lives. London, Bloomsbury, 2004

### Poëzie
- Waking in Waikato. Edinburgh, diehard, 1997
- Horace in Tollcross: Eftir some odes of Q. H. Flaccus. Newtyle, Kettilonia, 2000
- Colours of Grief. Nottingham, Shoestring, 2002
- Dipa’s Bowl. London, Aark Arts, 2004
- Sun Behind the Castle: Edinburgh Poems. Edinburgh, Luath Press, 2004

## Voetnoten
- Bibsys: 90123075
- Biblioteca Nacional de España: XX5170122
- Bibliothèque nationale de France: cb120304187 (data)
- CiNii: DA01473686
- Gemeinsame Normdatei: 17201400X
- International Standard Name Identifier: 0000 0001 2032 6209
- Library of Congress Control Number: n50032152
- Nationale Bibliotheek van Letland: 000092329
- Nationale Bibliotheek van Tsjechië: mub2011634239
- Nationale bibliotheek van Australië: 35024644
- Nationale Bibliotheek van Israël: 987007280304305171
- Nederlandse Thesaurus van Auteursnamen: 074981854
- Réseau des bibliothèques de Suisse occidentale: 02-A003069657
- LIBRIS: 180880
- SNAC: w6hf0j85
- Système universitaire de documentation: 028476158
- Virtual International Authority File: 109023608
- WorldCat: E39PBJdCvWtXH4PGYPBCXtJhpP